# 田中有美
田中 有美（たなか ゆうび、1840年1月4日（天保10年11月30日） - 1933年（昭和8年）2月20日）は、明治から昭和初期にかけて活躍した日本画家。復古やまと絵の冷泉為恭の弟子。生前から展覧会など公共の場にはあまり作品を出品せず、今日では田中親美の父として僅かに言及される程度であるが、明治から大正にかけて皇室に関わる重要な作画活動を数多くこなした、最後の宮廷絵師といえる存在である。

## 略伝

### 生い立ち
山城国相楽郡加茂町付近（現・京都府木津川市）で、代々庄屋を務めた旧家に生まれる。本名は茂一。幼少より国学を大国隆正に、漢籍と書道を貫名海屋に習う。その後、母方の従兄弟に冷泉為恭がいた影響で絵師を志す。為恭に連れられて御所の絵所に通ううちに、幼少時の明治天皇の遊び相手になったという。無論、絵の修業にも励み、師の古絵巻の模写を手伝いながら、古画を学習していった。公家の三条実万は為恭の庇護者だったが、有美も実万とその子・三条実美と密接な繋がりを持ったようだ。安政年間の御所造営に伴う障壁画制作では、図画の取り調べや襖の補修を行ったという。絵事のみにとどまらず、後の1901年（明治34年）有美が叙位する際の推薦理由書には、安政年間実万が尊皇攘夷派として国事に奔走していた頃、有美は実万の密使として同士の公卿に伝達するなどして実万の活動を助けた、と記されている。安政の大獄で実万が謹慎・出家させられた際にも、有美は絵師という立場のお陰で嫌疑を回避でき、以降は三条実美のもとで引き続き国事に奔走したという。
明治維新後もしばらくは京都に残り、絵師として活動を続けた。1878年（明治11年）春には正倉院宝物を臨模し、翌年には兵庫県の画工教師を拝命したという。1980年（明治13年）に京都府画学校（現在の京都市立芸術大学）が開校すると、有美も1982年（明治15年）東宗（大和絵）所属の校員（教員候補のような立場の画家）として勤めた。同年の農商務省主催内国絵画共進会に「義家見行図」「小野小町歌意」「草花ニ虫類」の3点を出品し褒状、1884年（明治17年）第二回内国絵画共進会でも「虫撰」「白鷺」の2点を出品して再び褒状を受ける。

### 宮内省の御用画家
同年8月、三条実美の斡旋で東京に呼び寄せされ（明治天皇が有美の消息を尋ねたのが切っ掛けになったと言われる）以後、宮内省から大作制作の御用が次々と申し付けられる。翌年、東京の代表的な画家の多くが所属していた東洋絵画会の特別会員となり、更に荒木寛畝らと共に学術委員に選出される。更に東洋絵画回の後身である日本美術協会にも所属するが、同会が毎年行っていた美術展覧会には消極的で、あまり作品を出していない。これは、有美の活動基盤が展覧会や美術団体ではなく皇室関係の御用にあり、宮内省から注文を受けた重要な仕事に大半の時間を割かれていたためだと想定され、有美ほど専属的な立場で宮内省から作画御用を命じられた画家はいない。1902年（明治35年）先述の推薦書で維新前からの三条家への忠節が認められ、従六位を得た。「明治天皇大喪儀絵巻」完成後は、80歳という高齢もあってか宮中の御用は無くなり、花鳥図などを悠々と描いたという。1921年（大正10年）には明治神宮へ100幅の禽獣草魚花卉図を献納（現在確認できず。副本が田中家に残る）。1933年（昭和8年）95歳で大往生した。墓所は多磨霊園。
作風は復古大和絵の絵師らしく、人物や風景表現、画面構成などに古典絵巻からの強い影響を受けている。その一方で、狩野派や円山派、南画といった諸派の表現を取り入れており、特に琳派風の草花図を好んでいたことが画面から窺える。更に、洋画風の陰影表現や大胆な画面構成なども随所に見え、単なる古典の焼き直しでないこの時代ならではの近代絵巻を描き出している。
門人に、息子の田中親美、吉田光美、川上雄美など。

## 代表作
| 作品名                   | 技法           | 形状・員数 | 寸法（縦x横cm） | 所有者                   | 年代                   | 落款・印章                                                         | 備考                                                        |
| ------------------------ | -------------- | ---------- | --------------- | ------------------------ | ---------------------- | ------------------------------------------------------------------ | ----------------------------------------------------------- |
| 小鍛治錬刀図・耕作図     | 杉戸著色       | 各2面      |                 | 宮内庁用度課             | 1888年（明治21年）     |                                                                    |                                                             |
| 贈太政大臣岩倉公画伝草稿 | 絹本著色金泥引 | 21巻       |                 | 三の丸尚蔵館             | 1890年（明治23年）頃   |                                                                    | 詞書無し 。下絵は京都市蔵（岩倉具視関係資料）。             |
| 金地百花百虫図屏風       | 金地著色       | 六曲一双   |                 | 逸翁美術館               | 1890年（明治23年）頃か | 右隻：「有美之印」白文方印 左隻：款記「有美」/「有美之印」白文方印 | 第3回内国勧業博覧会に出品された「着色花虫屏風」にあたるか。 |
| 三条実美公事蹟絵巻       | 絹本著色       | 24巻       |                 | 三の丸尚蔵館             | 1901年（明治34年）     |                                                                    | 詞書は黒川真頼起草・東久世通禧浄書。                        |
| 三条実万公事蹟絵巻       | 絹本著色       | 15巻       |                 | 三の丸尚蔵館             | 1904年（明治37年）     |                                                                    | 詞書は竹越與三郎起草・佐佐木信綱校正・西園寺公望浄書。      |
| 明治天皇大喪儀絵巻       | 紙本著色       | 4巻        |                 | 宮内庁書陵部区内公文書館 | 1913-14年（大正2-3年） |                                                                    | 下絵は東京国立博物館蔵。                                    |
| 明治天皇御誕生之図       |                |            |                 | 御物                     | 1927年（昭和2年）      |                                                                    | 西園寺公望を経て献上。                                      |